# 三上誠
三上 誠（みかみ まこと、1919年8月8日 - 1972年1月16日）は、昭和戦後期に活躍した日本画家である。

## 経歴
1919年大阪市に生まれ、福井市で育つ。旧姓・嶋田。1940年東京美術学校 (旧制)油画科受験に失敗し、京都市立絵画専門学校（絵専、現・京都市立芸術大学）日本画科予科に入学。1944年絵専本科を卒業し、同校副手となる。
1948年の日本画家・洋画家・陶芸家から成るパンリアルを経て、翌1949年日本画家達によってパンリアル美術協会を結成。"パンリアル"という名称を発案し、パンリアル美術協会結成時には宣言文の草稿を執筆した。1951年同協会会長に就任し、中心的役割を果たす。
1952年肺結核のため京都病院に入院。1952年療養のため福井に帰郷し、以後定住。その後も手術を繰り返し、4度の胸部切開手術により11本の肋骨を失った。薬の副作用による幻覚症状も現れるようになる。
病を得てからは、荒縄や段ボール、木片といった異素材を画面に貼り付けた作品のほか、手術や治療体験を想起させる、変形分断された人体をモティーフとした作品を多く制作、人体経絡図と抽象図形を組み合わせた独自の表現を取得した。長い闘病生活のなかで、つねに自身の肉体的苦痛と対峙しながら、東洋医学、暦法、仏教の輪廻転生などへの造詣を深めていったことを作品からうかがうことができる。
1971年肺結核が再発。翌1972年１月16日、52歳で死去した。

## 年表
- 1919年8月8日 嶋田和左九の二男として大阪市に生まれる。
- 1940年4月 21歳 京都市立絵画専門学校日本画科入学。
- 1944年3月 25歳 京都市立絵画専門学校卒業。同校副手になる。
- 1947年6月 28歳 第3回京展（丸物）に《雪の日の丘》出品。
- 1948年春 29歳 「パンリアル」結成。
- 1948年5月 29歳 「パンリアル展」（京都・丸善画廊）に《肖像》《戦災風物詩》A,B,C,D,Eを出品。
- 1949年 30歳 「パンリアル美術協会」結成。絵専日本画科を卒業した大野秀隆、小郷良一、佐藤勝彦、下村良之介、鈴木吉雄、田中進、星野真吾、不動茂弥、松井章、山崎隆ら11名による。
- 1950年4月 31歳 神戸、親和学園の美術講師になる。
- 1951年1月 32歳 パンリアル美術協会の総会で会長に推される。この頃、乾昌子を知る。
- 1952年 33歳 肺結核で京都病院に入院。肋骨11本をとる胸部手術を受け、療養のため福井に帰郷。54年まで制作を休む。以後、福井に定住。
- 1955年10月－11月 36歳 パンリアル第１回東京展（ナビス画廊）より作品発表を再開。《花がほしい》《胸のはな》を出品。以後、1970年第28回まで出品。
- 1956年 京都アンデパンダン展（京都市美術館）出品。
- 1958年 福井大学学芸部非常勤講師となる。
- 1960年 個展（福井市勝木書店画廊）。
- 1961年6月25日 乾昌子と結婚。
- 1964年 「現代美術の動向―絵画と彫塑」展（国立近代美術館京都分館）出品。
- 1967年 個展（日本画廊、東京）
- 1969年 「星野真吾とパンリアル2人展」（日本画廊、東京）
- 1971年 第1回文化芸術賞（福井文化協議会）受賞。
- 1971年11月17日 肺結核が再発し入院。
- 1972年1月16日 52歳 死去。同年、第30回パンリアル展（京都市美術館）に遺作54点が出品。
- 1976年 三上誠展（神奈川県立近代美術館／京都市美術館）。
- 1978年 三上誠展（福井県立美術館）。
- 1984年 「三上誠を偲ぶ」記念展（京都書院画廊、京都）。
- 1990年 「三上誠展―自己凝視から宇宙へ」展（O美術館、東京）。
- 2010年 「『日本画』の前衛 1938－1949」展（京都国立近代美術館）出品。

## 註
1. 1 2  “作家略歴｜京都国立近代美術館”. www.momak.go.jp. 2020年10月22日閲覧。
2. ↑  “星野画廊：図録77”. hoshinogallery.com. 2020年10月22日閲覧。
3. ↑  “三上誠とパンリアル（彩鳳堂画廊）”. 美術手帖. 2020年10月22日閲覧。